# 200 mètres masculin aux Jeux olympiques de 1920 (athlétisme)
Pour un article plus général, voir Athlétisme aux Jeux olympiques de 1920.
Navigation
Stockholm 1912 Paris 1924
L'épreuve du 200 mètres masculin aux Jeux olympiques de 1920 s'est déroulée les 19 et 20 août 1920 au Stade olympique d'Anvers, en Belgique. Elle a été remportée par l'Américain Allen Woodring.

## Résultats

### Finale
| Rang               | Athlète               | Temps  |
| ------------------ | --------------------- | ------ |
| Médaille d'or      | Allen Woodring (USA)  | 22 s 0 |
| Médaille d'argent  | Charley Paddock (USA) | 22 s 0 |
| Médaille de bronze | Harry Edward (GBR)    | 22 s 1 |
| 4                  | Loren Murchison (USA) | 22 s 2 |
| 5                  | George Davidson (NZL) | 22 s 3 |
| 6                  | Jack Oosterlaak (RSA) | 22 s 4 |